# Socialistes Democràtics Italians
Socialistes Democràtics Italians (Socialisti Democratici Italiani) (SDI) va ser un petit partit polític italià socialdemòcrata. Dirigit per Enrico Boselli, el partit va ser la continuació directa de Socialistes Italians, el successor legal de l'històric Partit Socialista Italià (PSI). El 5 d'octubre de 2007, el SDI es va fusionar amb altres grups hereus del PSI per formar el modern Partito Socialista.

## Història
SDI va ser fundat el 1998 per la fusió de Socialistes Italians (Enrico Boselli, Roberto Villetti i Ottaviano Del Turco), el Partit Socialista Democràtic Italià (Gian Franco Schietroma i Giorgio Carta), una part de la Federació Laborista, escindits del Partit Socialista (Ugo Intini) i la Lliga Socialista (Claudio Martelli i Bettino Craxi).
A la seva primera aparició a l'escenari nacional, les eleccions al Parlament Europeu de 1999 SDI va obtenir un 2,2% dels vots i dos eurodiputats. Per a l'eleccions generals de 2001 el partit va formar una aliança poc comuna amb la Federació dels Verds anomenada El Gira-sol, que es va dissoldre poc després de les eleccions, a causa de divergències polítiques i en darrer terme el resultat decebedor que tenien plegats: un 2,2% dels vots, mentre que el resultat combinat de les dues parts el 1999 va ser de 4,0%. A les eleccions al Parlament Europeu de 2004, dos membres de SDI van ser elegits diputats dintre de la coalició L'Olivera. L'any 2000, SDI va sol·licitar unir-se a Democràcia és Llibertat-La Margarita, però va ser rebutjada pels partits democratacristians de l'aliança.
El 2001 la Lliga Socialista de Claudio Martelli i Bettino Craxi van deixar el partit per formar amb Gianni De Michelis el Nou PSI (NPSI), que es va unir a la coalició de centre-dreta la Casa de les Llibertats, mentre que Giorgio Carta se'n va anar el 2004 per reorganitzar radicalment el Partit Socialista Democràtic Italià.
El 2005 SDI es va aliar amb Radicals Italians per formar la llista electoral Rosa nel Pugno (RnP). L'any 2006 alguns membres del NPSI, com Donato Robilotta, van fundar Socialistes Reformistes i es van unir directament a la Rosa nel Pugno.
A les eleccions generals de 2006 la llista RnP va tenir només el 2,6% dels vots, molt menys que la combinació de les dues parts abans de l'aliança (Radicals va tenir un 2,3% en les eleccions europees de 2004 en solitari); mentre els Radicals van perdre votants al nord a favor de Força Itàlia, SDI van perdre terreny al sud enfront de L'Olivera.
A l'abril de 2007, durant una convenció del partit, Enrico Boselli va posar en marxa la proposta d'una «Assemblea Constituent Socialista», obert a tots els socialdemòcrates italians i, especialment, a les restes de l'antic PSI, mentre Ottaviano Del Turco va recolzar l'entrada de la SDI al Partit Democràtic (PD). Boselli va ser reelegit secretari del partit amb 784 vots d'un total de 787 i solament 3 abstencions. Al maig de 2007 Del Turco i els seus partidaris van deixar el SDI i van formar Aliança Reformista, a través de la qual es van unir al PD. Mentrestant, diversos grups, incloent una gran part del Nou PSI, Els Socialistes Italians, Democràcia i Socialisme i l'Associació per Rosa nel Pugno, van decidir unir les seves forces amb SDI. Així, el 5 d'octubre de 2007, quan es van fusionar en un unit Partit Socialista, canviant el nom a Partito Socialista el 7 d'octubre de 2009 per recordar l'històric partit del mateix nom.

## Resultats electorals

### Parlament italià
| Any  | Vots             | %                | Diputats | +/- | Vots         | %            | Senadors | +/- |
| ---- | ---------------- | ---------------- | -------- | --- | ------------ | ------------ | -------- | --- |
| 2001 | Coalició SDI-FdV | Coalició SDI-FdV | 9 / 630  | Nou | Dins L'Ulivo | Dins L'Ulivo | 6 / 315  | Nou |
| 2006 | Dins la RnP      | Dins la RnP      | 9 / 630  | =   | Dins la RnP  | Dins la RnP  | 0 / 315  | 6   |

### Parlament europeu
| Any  | Vots         | %            | Escons | +/- |
| ---- | ------------ | ------------ | ------ | --- |
| 1999 | 670,957      | 2.16         | 2 / 87 | Nou |
| 2004 | Dins L'Ulivo | Dins L'Ulivo | 2 / 78 | =   |